# Vánočka
Vánočka è un pane tipico della Repubblica Ceca e della Slovacchia (in slovacco è chiamato vianočka) che tradizionalmente viene cotto nel periodo natalizio.
È ricco di uova e burro, il che lo rende simile ad una brioche. Buccia di limone e noce moscata aggiungono colore e sapore; l'impasto può contenere anche uvetta e mandorle ed è intrecciato come il challah.  Un vánočka può essere costruito con tre intrecci successivi, impilati l'uno sull'altro; questo viene talvolta interpretato come un'immagine che richiami la figura di Gesù Bambino avvolto in fasce e posto in una mangiatoia.